# Посольство Азербайджана в США
Посольство Азербайджана в США — является дипломатической миссией Азербайджанской Республики в Соединенных Штатах. Оно находится в Вашингтоне, округ Колумбия.

## История
Посольство открылось 6 марта 1992 года, после обретения независимости Азербайджана. Соединенные Штаты открыли посольство США в Баку 16 марта 1992 года.
Посольство располагается в здании 1949 года постройки. Оно было куплено правительством Азербайджана 22 марта 2000 г. Здание находится в округе государственных школ округа Колумбия.

## Список послов
- Хафиз Пашаев — ноябрь 1992 - ноябрь 2006[4]
- Яшар Алиев — ноябрь 2006 – 26 октября 2011[5]
- Элин Сулейманов — 26 октября 2011 – 15 сентября 2021[6][7]
- Хазар Ибрагим — 15 сентября 2021 — настоящее время[8]